# Kishidaia
Kishidaia Yaginuma, 1960 è un genere di ragni appartenente alla famiglia Gnaphosidae.

## Etimologia
Il nome del genere è in onore dell'aracnologo giapponese Kyukichi Kishida (1888-1968).

## Distribuzione
Le 4 specie note di questo genere sono diffuse in vari paesi dall'Europa all'Asia centrale e in Russia, Cina, Corea e Giappone: la specie dall'areale più vasto è la K. conspicua, rinvenuta in varie località dell'Europa e dell'Asia centrale.
L'unica sottospecie, descritta dall'aracnologo Caporiacco, è stata rinvenuta in Italia.

## Tassonomia
Le caratteristiche di questo genere sono state determinate sulla base delle analisi effettuate sugli esemplari di Kishidaia quadrimaculata Yaginuma, 1960, denominazione poi posta in sinonimia con K. albimaculata.
Il genere è stato rimosso dalla sinonimia con Poecilochroa Westring, 1864, a seguito di uno studio dell'aracnologo Kamura (2001b), contra un precedente lavoro di Paik (1992a).
Non sono stati esaminati esemplari di questo genere dal 2013.
Attualmente, a ottobre 2015, si compone di 4 specie e una sottospecie:
1. Kishidaia albimaculata (Saito, 1934)[2] — Russia, Cina, Giappone
2. Kishidaia conspicua (L. Koch, 1866) — dall'Europa all'Asia centrale
  - Kishidaia conspicua concolor (Caporiacco, 1951) — Italia
3. Kishidaia coreana (Paik, 1992) — Corea
4. Kishidaia xinping Song, Zhu & Zhang, 2004 — Cina

### Sinonimi
- Kishidaia quadrimaculata Yaginuma, 1960; posta in sinonimia con K. albimaculata (Saito, 1934) a seguito di un lavoro di Yaginuma (1970d)[1].